# Vinyamala
El pic de Vinyamala (Vinhamala en occità, Comachibosa en aragonès o Vignemale en francès) és una muntanya de 3.298 m d'altitud, amb una prominència de 1.029 m, situat al massís homònim, al Pirineu, entre la província d'Osca (Aragó) i el departament dels Alts Pirineus (França). És el pic més alt del vessant nord del Pirineu i del massís al qual pertany.

## Geografia
Al nord s'hi troben les valls de Gaube i Lutour, a l'oest la d'Ossoue, i al sud-est la d'Ara. El massís s'estructura en forma de circ al voltant de la Glacera d'Ossoue, amb un total de 16 tresmils. La Glacera d'Ossoue és el segon en extensió de gel del Pirineu, després del de l'Aneto, si bé conserva la característica forma de llengua que li dona el seu aspecte alpí.

## Apunts d'història
Possiblement, la primera ascensió fou protagonitzada pels cartògrafs Capdevile i Guicharnaud el 1792, i la segona pels guies Cazaux i Guillemberta el 1837. No obstant això, la primera ascensió documentada és de l'any 1838, per Anne Listeramb els guies Cazaux i Clarles. L'atracció d'aquest pic feu que l'aristòcrata romàntic Henry Russell s'hi construís set grutes a diferents punts de la muntanya, tres d'elles molt properes al cim.
- Henry Brulle

## Muntanya i turisme
Com a pic emblemàtic del Pirineu, el Vinhamala és molt freqüentat per alpinistes espanyols i francesos. S'hi accedeix des dels refugis propers d'Oulettes i Bayssellance, al nord, des d'on s'inicia la ruta més transitada que travessa la Glacera d'Ossoue. Menys freqüent és atacar el cim des de la vall d'Ara.

## Referències

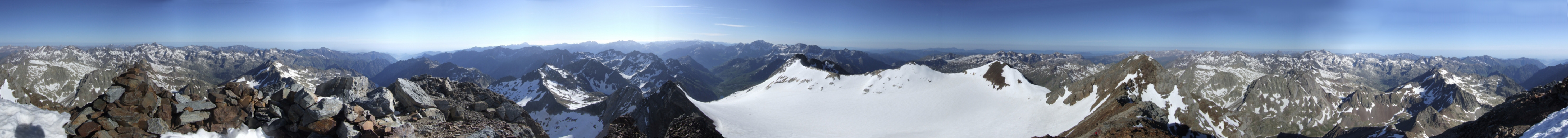
Vista panoràmica des del cim del pic Vinyamala.